# Adolf Urnaut
Adolf Urnaut, detto Adi (Guštanj, 26 luglio 1941), è un ex pallavolista e allenatore di pallavolo jugoslavo, oggi sloveno.
È il padre dei pallavolisti Andrej, Matjaz e Tine Urnaut.

## Carriera
La carriera di Adolf Urnaut è iniziata alla fine degli anni cinquanta. Ha giocato nel campionato jugoslavo con le maglie di Fužinar Ravne, Branik Maribor, HAOK Mladost (con cui nel 1964 ha raggiunto la finale della Coppa dei Campioni, persa contro il Volleyball-Club Leipzig) e Železničar Belgrado. Ha chiuso la carriera da giocatore nella squadra di Kavnar na Reki, dove ha iniziato la propria attività di allenatore.
Con la maglia della nazionale jugoslava, di cui è stato capitano dal 1967 al 1971, ha disputato 320 incontri, vincendo tre edizioni dei Giochi del Mediterraneo e una medaglia di bronzo alle Universiadi.
Successivamente si è cimentato nel sitting volleyball, disciplina nella quale ha guidato la nazionale femminile della Slovenia alla conquista del Campionato europeo nel 1999, di una medaglia d'argento e una di bronzo ai campionati del mondo e di due quarti posti ai Giochi paralimpici del 2004 e del 2008.

## Palmares

### Nazionale
- Giochi del Mediterraneo 1963
- Giochi del Mediterraneo 1967
- Giochi del Mediterraneo 1971
- Universiadi 1965